# Куньїнський район
Куньїнський район (рос. Куньинский район) — муніципальне утворення у складі Псковської області, Російська Федерація.
Адміністративний центр — селище міського типу Кунья. Район включає 9 муніципальних утворень.